# Snuper
Snuper (Hangul: 스누퍼; significando "Más Alto que Súper") es un grupo surcoreano de seis miembros del sello Widmay Entertainment, primer grupo de pop coreano de la agencia. El grupo consta de seis miembros: Suhyun, Sangil, Taewoong, Woosung, Sangho y Sebin. Debutaron el 16 de noviembre de 2015 con el EP Shall We y el sencillo "Shall We Dance".

## Miembros
| Miembros         | Miembros         | Miembros             | Miembros             | Miembros                           | Miembros                                    |
| Nombre artístico | Nombre artístico | Nombre de nacimiento | Nombre de nacimiento | Fecha de nacimiento                | Lugar de nacimiento                         |
| Romanización     | Hangul           | Romanización         | Hangul               | Fecha de nacimiento                | Lugar de nacimiento                         |
| ---------------- | ---------------- | -------------------- | -------------------- | ---------------------------------- | ------------------------------------------- |
| Suhyun           | 수현             | Choi Hyung-geun      | 최형근               | 1 de octubre de 1992 (32 años)     | Bucheon, Gyeonggi, Corea del Sur            |
| Sangil           | 상일             | Shim Sang-il         | 심상일               | 1 de mayo de 1993 (31 años)        | Seúl, Corea del Sur                         |
| Taewoong         | 태웅             | Yoo Tae-woong        | 유태웅               | 24 de mayo de 1994 (30 años)       | Japón                                       |
| Woosung          | 우성             | Choi Seong-hyuk      | 최성혁               | 24 de septiembre de 1994 (30 años) | Seúl, Corea del Sur                         |
| Sangho           | 상호             | Jo Sang-ho           | 조상호               | 10 de febrero de 1995 (30 años)    | Changwon, Gyeongsang del Sur, Corea del Sur |
| Sebin            | 세빈             | Jang Se-bin          | 장세빈               | 24 de abril de 1996 (28 años)      | Pocheon, Gyeonggi, Corea del Sur            |

## Discografía

### EP
| Shall We                                                                                            | - Lanzamiento: 16 de noviembre de 2015 - Discográfica: Widmay Entertainment, CJ E&M - Formatos: CD, descarga digital Lista de canciones 1. Shall We (쉘 위) intro 2. Shall We Dance (쉘 위 댄스) 3. Polaroid (폴라로이드) 4. Hyde Jekyll (하이드 지킬) 80's Remix 5. Shall We Dance (쉘 위 댄스) inst. | 28 | —  | - COR: 823+                  |
| Platonic Love                                                                                       | - Lanzamiento: 8 de marzo del 2016 - Discográfica: Widmay Entertainment, LOEN Entertainment - Formatos: CD, descarga digital Lista de canciones 1. You Are (너는) intro 2. 4th Dimensional Angels (4차원의 천사) 3. Platonic Love (지켜줄게) 4. Yes Or No 5. U                                         | 13 | —  | - COR: 2,758+                |
| Rain of Mind                                                                                        | - Lanzamiento: 15 de noviembre del 2016 - Discográfica: Widmay Entertainment, LOEN Entertainment - Formatos: CD, descarga digital Lista de canciones 1. Rain of Mind intro 2. It's Raining 3. So Much In Love (쓰다) 4. Lucky (럭키) 5. Please Don't (나를 보내지마)                                   | 8  | —  | - COR: 12,944+               |
| I Wanna?                                                                                            | - Lanazamiento: 24 de abril del 2017 - Discográfica: Widmay Entertainment, Interpark - Formatos: CD, descarga digital Lista de canciones 1. Hide And Seek 2. Back:Hug (백허그) 3. Fox Girl (내 여자의 여우짓) 4. I’ll Do It (해줄게)                                                                   | 4  | 38 | - COR: 23,616+ - JPN: 5,876+ |
| I Wanna?                                                                                            | - Relanzamiento: 20 de julio de 2017 (Meteor) - Discográfica: Widmay Entertainment, Interpark - Formatos: CD, descarga digital Lista de canciones 1. Intro: The Star Of Stars 2. Meteor (유성) 3. Hide And Seek 4. Back:Hug (백허그) 5. Fox Girl (내 여자의 여우짓) 6. I’ll Do It (해줄게)             | 4  | –  | - COR:20,731+                |
| "—" denota lanzamientos que no alcanzaron posición en las listas o no fueron lanzados en la región. | |    |    |                              |

### Álbumes
| Título                                                                                 | Detalles de álbum | Posición en las listas | Posición en las listas | Ventas         |
| Título                                                                                 | Detalles de álbum | COR                    | JPN                    | Ventas         |
| Coreano                                                                                | Coreano | Coreano                | Coreano                | Coreano        |
| -------------------------------------------------------------------------------------- | --- | ---------------------- | ---------------------- | -------------- |
| "Compass"                                                                              | - Lanazamiento: 12 de julio del 2016 - Etiqueta: Widmay Entertainment, LOEN Entertainment - Formatos: CD, descarga digital Lista de canciones 1. You Equals Heaven (너 천국) 2. Compass (개리) 3. Carry | 11                     | —                      | - COR: 4,967+  |
| Japonés                                                                                | |                        |                        |                |
| "You=Heaven"                                                                           | - Lanzamiento: 26 de octubre del 2016 - Etiqueta: Kiss Entertainment - Formatos: CD, descarga digital Lista de canciones 1. You Equals Heaven 2. Rainbow (七色デイズ) 3. Carry 4. Platonic Love         | —                      | 12                     | - JPN: 16,669+ |
| "Oh Yeah!!"                                                                            | - Lanzamiento: 22 de marzo del 2017 - Etiqueta: Kiss Entertainment - Formatos: CD, descarga digital Lista de canciones 1. Oh Yeah 2. U-La-La-Ka 3. My Babe 4. Remember You                              | —                      | 3                      | - JPN: 30,581+ |
| "—" Denota lanzamientos que no se posicionaron o no fueron lanzados en aquella región. | |                        |                        |                |

### Sencillos
| Título                                                                                 | Año     | Posición en las listas | Posición en las listas | Álbum         |
| Título                                                                                 | Año     | COR                    | JPN                    | Álbum         |
| Coreano                                                                                | Coreano | Coreano                | Coreano                | Coreano       |
| -------------------------------------------------------------------------------------- | ------- | ---------------------- | ---------------------- | ------------- |
| "Shall We Dance" (쉘 위 댄스)                                                          | 2015    | —                      | —                      | Shall We      |
| "Polaroid" (폴라로이드)                                                                | 2016    | —                      |                        | Shall We      |
| "Platonic Love" (지켜줄게)                                                             | 2016    | —                      | —                      | Platonic Love |
| "You=Heaven" (너=천국)                                                                 | 2016    | —                      | —                      | Compass       |
| "It's Raining"                                                                         | 2016    | —                      | —                      | Rain of Mind  |
| "Back:Hug" (백허그)                                                                    | 2017    | —                      | —                      | I Wanna?      |
| "Meteor" (유성)                                                                        | 2017    | —                      | —                      | Meteor        |
| Japonés                                                                                |         |                        |                        |               |
| "You=Heaven"                                                                           | 2016    | —                      | 12                     | You=Heaven    |
| "Oh Yeah"                                                                              | 2017    | —                      | 3                      | Oh Yeah       |
| "—" Denota lanzamientos que no se posicionaron o que no se lanzaron en aquella región. |         |                        |                        |               |

### Bandas sonoras
| Año  | Título        | Drama                        |
| ---- | ------------- | ---------------------------- |
| 2015 | "Hyde Jekyll" | Hyde, Jekyll, Me OST Parte 7 |
| 2016 | "Oh My Venus" | Oh My Venus OST Parte 8      |

## Filmografía

### Películas
| Año  | Título               | Papel                      | Miembro(s) |
| ---- | -------------------- | -------------------------- | ---------- |
| 2004 | Shut Up!             | Cameo                      | Taewoong   |
| 2005 | Hello Brother        | Amigo de escuela de Han-yi | Taewoong   |
| 2005 | Lucked Out           | Cameo                      | Taewoong   |
| 2008 | Public Enemy Returns | Lee Yo-han                 | Taewoong   |
| 2014 | Mourning Grave       | Cameo                      | Sebin      |
| 2014 | Cart                 | Cameo                      | Sebin      |
| 2014 | Fashion King         | Cameo                      | Sebin      |
| 2015 | Granny's Got Talent  | Cameo                      | Sebin      |
| 2015 | Veteran              | Cameo                      | Sebin      |

### Dramas
| Año  | Título                                | Papel                        | Miembro  |
| ---- | ------------------------------------- | ---------------------------- | -------- |
| 2002 | Magic Kid Masuri                      | Cameo                        | Taewoong |
| 2003 | Briar Flower                          | Cameo                        | Taewoong |
| 2004 | 울라불라 블루짱                       | Cameo                        | Taewoong |
| 2004 | Forgiveness                           | Se-jin                       | Taewoong |
| 2004 | Land                                  | Cameo                        | Taewoong |
| 2005 | Hold My Hand                          | Yong-soo                     | Taewoong |
| 2005 | Princess Lulu                         | Young Go-seon                | Taewoong |
| 2006 | Jump 2                                | Lee Kwang-bok                | Taewoong |
| 2006 | Kkamgeuni Mother                      | Jae-young                    | Taewoong |
| 2006 | What's Up Fox                         | Young Park Cheol-su          | Taewoong |
| 2006 | Dae Joyoung                           | Hijo de Go Sagye, Go Seon-ji | Taewoong |
| 2007 | 적루몽                                | Cameo                        | Taewoong |
| 2007 | Que Sera, Sera                        | Cameo                        | Taewoong |
| 2008 | 쑥부쟁이                              | Hijo de Yong-jong            | Taewoong |
| 2008 | The King and I                        | Choi Ja-chi (joven)          | Taewoong |
| 2008 | Elephant                              | Cameo                        | Taewoong |
| 2008 | My Girl                               | Young Kim Hyun-min           | Taewoong |
| 2008 | King Sejong The Great                 | Joven príncipe Hyo-ryeong    | Taewoong |
| 2009 | Tamra, the Island                     | Han Philip                   | Taewoong |
| 2009 | Korean Mystery Detective Jong Yakyong | Won-seok                     | Taewoong |
| 2013 | Fantastic Tower                       | Seon-ho                      | Taewoong |

### Reality
| Año  | Título         | Nota(s)     |
| ---- | -------------- | ----------- |
| 2016 | Snuper Project | 5 Episodios |

### Variedad
| Año  | Red  | Título                             | Miembro(s)     |
| ---- | ---- | ---------------------------------- | -------------- |
| 2016 | KBS1 | Let's Go! Dream Team (Temporada 2) | Todos          |
| 2016 | MBC  | Idol Star Athletics Championships  | Todos          |
| 2016 | MBC  | Duet Song Festival                 | Suhyun y Sebin |
| 2016 | MBC  | Idol Star Athletics Championships  | Todos          |
| 2016 | SBS  | Running Man (Ep.319)               | Todos          |
| 2017 | MBC  | Idol Star Athletics Championships  | Todos          |

## Premios y nominaciones

### Asia Model Awards
| Año  | Categoría           | Nominación | Resultado |
| ---- | ------------------- | ---------- | --------- |
| 2016 | Model Special Award | Snuper     | Ganador   |

### Asia Artist Award
| Año  | Categoría      | Nominación | Resultado |
| ---- | -------------- | ---------- | --------- |
| 2017 | New Wave Award | Snuper     | Ganador   |